# 181920
『181920』（ワン・エイト・ワン・ナイン・ツー・ゼロ）は、日本の女性歌手、安室奈美恵のベスト・アルバムである。『181920 & films』についても本項にて併記する。

## 解説
- 安室の産休中に発表されたシングル・コレクション。なお、当時は空前のベストアルバム・ブームの最中でレコード会社・avex側より強制にリリースされた。そのためか、ジャケット・アートワークは産休直前の1997年秋頃に撮影されたもの（同年11月にリリースされた11thシングル「Dreaming I was dreaming」裏ジャケットの別カット）。また、ジャケット以外に安室が登場するのは、歌詞カードの最初のページのみで、他は掲載されていない。
- 初ヒットとなった「TRY ME 〜私を信じて〜」から「Dreaming I was dreaming」までの全シングルがリマスタリング音源にて収録されている。
- 収録曲12曲中オリコン1位獲得作が7作、ミリオンセラーが5作、日本レコード大賞受賞作が2作収録されている。
- タイトルは18歳、19歳、20歳の3年間を網羅していることを意味している。
- 「TRY ME 〜私を信じて〜」、「太陽のSEASON」、「Stop the music」は厳密には安室が17歳の頃に発売されたシングルであり、この3曲は東芝EMI（現：EMI Records / Virgin Music）在籍時代の全シングルが収録されたベスト・アルバム『ORIGINAL TRACKS VOL.1』と重複している。
- 初回盤のみハートのロゴ部分がエンバンスに仕立てたスペシャルパッケージ仕様。
- 2004年1月28日にDVDオーディオ盤、同年3月31日にDVD（クリップ集『181920 films』）付き限定盤『181920 & films』が発売された。なお、『181920 & films』はコピーコントロールCD仕様となっていたが、2017年時点では、コピーコントロールCDは廃止してCD-DA仕様に切り替えて流通している。DVDオーディオ盤は出荷数が少なく廃盤になっており稀少品である。
- 累計売上枚数は、169.5万枚。

## 収録曲

### CD・PLAYBUTTON
1. Body Feels EXIT
作詞・作曲・編曲：小室哲哉
3rdシングル、シングルバージョンはアルバム初収録。
タイトー・家庭用通信カラオケ『X-55』TV-CFソング
2. TRY ME 〜私を信じて〜
作詞・作曲：HINOKY TEAM（日本語詞：鈴木計見）
編曲：DAVE RODGERS
安室奈美恵 with SUPER MONKEY'S名義のシングル
95'「ミナミ」CMソング
3. Chase the Chance
作詞：小室哲哉、前田たかひろ
作曲・編曲：小室哲哉
4thシングル、シングルバージョンはアルバム初収録。
日本テレビ土曜ドラマ「ザ・シェフ」（同年10月8日〜12月16日・全9話）主題歌
4. 太陽のSEASON
作詞・作曲：HINOKY TEAM（日本語詞：鈴木計見）
編曲：DAVE RODGERS
1stシングル
ロッテ「クレープアイス」CMソング
日本テレビ系「GROOVY」オープニングテーマ
5. You're my sunshine
作詞・作曲・編曲：小室哲哉
6thシングル、音源はシングルバージョンで最後のラストサビ部分は2ndアルバム『SWEET 19 BLUES』同様でフェードアウトしないで最後まで聞けるようになっている。
プロモーション用に制作された非売品のアナログ盤「Chase the Chance/Don't wanna cry/You're my sunshine」には本作と同じものがSTRAIGHT RUNとして収録されている。
ブリストル・マイヤーズ スクイブ（現・エフティ資生堂）「シーブリーズ '96」CFイメージソング
6. How to be a Girl
作詞：小室哲哉、MARC
作曲・編曲：小室哲哉
10thシングル
ブリストル・マイヤーズ スクイブ（現・エフティ資生堂）「シーブリーズ '97」CFイメージソング
7. SWEET 19 BLUES
作詞・作曲・編曲：小室哲哉
7thシングル、元々のアルバム収録バージョンやシングルカットバージョンとは若干異なるミックスを施して収録されている。
東映配給映画「That's カンニング! 史上最大の作戦?」主題歌
8. Dreaming I was dreaming
作詞：MARC＆TK
作曲・編曲：久保こーじ
11thシングル、アルバム初収録。
銀座ジュエリーマキエステートツインジュエリーCMソング
9. Stop the music
作詞・作曲：Claudio Accatino, Federico Rimonti, Laurent Gelmetti（日本語詞：渡辺なつみ）
編曲：星野靖彦
2ndシングル
フジテレビ系ドラマ「湘南リバプール学院」オープニングテーマ
10. a walk in the park
作詞・作曲・編曲：小室哲哉
8thシングル、シングルバージョンはアルバム初収録。
maxell（現・マクセル）「UD2」CFイメージソング
11. Don't wanna cry
作詞：小室哲哉、前田たかひろ
作曲・編曲：小室哲哉
5thシングル、音源はシングルバージョンで歌詞は2ndアルバム『SWEET 19 BLUES』と同様で1フレーズ増えている。
プロモーション用に制作された非売品のアナログ盤「Chase the Chance/Don't wanna cry/You're my sunshine」には演奏時間が本作と同じものがSTRAIGHT RUNとして収録されている。
ダイドードリンコ「mistio」CFイメージソング
12. CAN YOU CELEBRATE?
作詞・作曲・編曲：小室哲哉
9thシングル、シングルバージョンはアルバム初収録。
フジテレビ系月9ドラマ『バージンロード』主題歌
maxell「プラチナ&ゴールドMD」CFイメージソング

### 「181920 & films」
CD
「181920」と同一内容。
DVD

## 発売形態
| 形態           | 発売日        | 品番       | 備考                                                                     |
| 181920         | 181920        | 181920     | 181920                                                                   |
| -------------- | ------------- | ---------- | ------------------------------------------------------------------------ |
| CD             | 1998年1月28日 | AVCD-11624 | 初回盤のみエンハンスドロゴ仕様                                           |
| CD             | 2012年9月16日 | AVCD-38603 | 期間限定スペシャルプライス盤。                                           |
| PLAYBUTTON     | 2012年6月27日 | AQZD-50815 | 限定生産盤。                                                             |
| DVD-Audio      | 2004年1月28日 | AVAD-91203 | 96kHz/24bit仕様。 現在は廃盤となっている。                               |
| 181920 & films |               |            |                                                                          |
| CCCD+DVD       | 2004年3月21日 | AVCD-17456 | 「181920」とMV集「181920 films」をセットにしたスペシャル・エディション。 |